# Virginia Blanco Tardío
Virginia Blanco Tardío, née le 18 avril 1916 à Cochabamba en Bolivie et morte le 23 juillet 1990  dans la même ville, est une laïque et militante catholique bolivienne, membre de l'Action catholique. Elle est connue pour son engagement en faveur des pauvres et de l'éducation catholique dans les milieux défavorisés. Elle est reconnue vénérable par l'Église catholique.

## Biographie
Virginia Blanco Tardío naît le 18 avril 1916 à Cochabamba en Bolivie. Dès son plus jeune âge, elle désire devenir religieuse, mais avec la mort de son père, elle doit travailler pour subvenir aux besoins de sa famille. Étudiante au collège des servantes du Sacré-Cœur, elle y obtiendra un diplôme en sciences humaines et acquerra une grande connaissance biblique et théologique. Elle devient catéchiste auprès dans les milieux ouvriers, où elle prépare les enfants aux sacrements et forme leurs parents dans les valeurs chrétiennes. Elle enseigne le catéchisme en castillan et en quechua.
À l'âge de 32 ans, elle devient professeure de religion dans les différentes écoles publiques de Cochabamba. Appréciée de ses élèves, elle est remarquée par ses cours simples et passionnés. Contrairement à la plupart des femmes boliviennes de son époque, elle est diplômée et dotée d'une grande culture religieuse.
En 1932, Virginia Blanco Tardío se joint à l'Action catholique, dont elle sera la présidente de la branche féminine de 1941 à 1961. Elle reste une catéchiste très active et s'engage notamment auprès des milieux les plus pauvres. En 1954, elle crée les « cuisines économiques » pour les pauvres. En 1962, elle fonde le groupe « Prière et amitié » avec le jésuite Julián Sayos. Enfin, en 1977, elle ouvre dans sa maison natale le centre « El Rosario ».
En 1950, elle rencontre le pape Pie XII à Rome, qui l'encourage de son œuvre, la surnommant même « l'apôtre de l'Action catholique ». En décembre 1965, le pape Paul VI lui décernera la distinction Pro Ecclesia et Pontifice. Elle rencontrera aussi le pape Jean-Paul II lors de son voyage en Bolivie, en 1988.

## Béatification
La cause pour sa béatification et canonisation est introduite dans le diocèse de Cochabamba, le 31 janvier 2001. La phase diocésaine est clôturée en 2007, et la cause est transmise à Rome, pour y être étudiée par la Congrégation pour les causes des saints.
Le 23 janvier 2015, le pape François reconnaît l'héroïcité de ses vertus et la déclare vénérable,. Il évoque cette « catéchiste exemplaire » lors de son voyage en Bolivie en juillet suivant.
Si un miracle est reconnu comme authentique par le Saint-Siège, Virginia Blanco Tardío pourrait devenir la première bienheureuse bolivienne.